# پوژگا (سربیا)
پوژگا (به صربی: Požega) یک منطقهٔ مسکونی در صربستان است که در Požega واقع شده‌است. پوژگا ۳۱۵ متر بالاتر از سطح دریا واقع شده‌است.